# Série des pièces américaines de 1/4 de dollar du District de Columbia et des territoires des États-Unis
Les quarter du District de Columbia et des territoires des États-Unis sont une série de pièces de 25 cents américains émise par l'United States Mint en 2009 pour faire connaître le district de Columbia et les territoires des États-Unis.
Ce programme est une extension du 50 State Quarter votée en 2007 par le Congrès. Ainsi six pièces supplémentaires ont été émises en 2009.

## Caractéristiques
L' avers des pièces, ainsi que les dimensions, sont identiques pour toute la série. Seul le revers change pour chaque territoire.
| Avers | Description       | Valeur | Diamètre | Poids  | Épaisseur | Métaux                       | Tranche    |
| ----- | ----------------- | ------ | -------- | ------ | --------- | ---------------------------- | ---------- |
|       | George Washington | $ 0,25 | 24,26 mm | 5,67 g | 1,75 mm   | Cuivre 91,67 % Nickel 8,33 % | 119 stries |

## Dessins
| Territoire               | Date d'émission   | Revers | Description                                                                                                 | Graveur         |
| ------------------------ | ----------------- | ------ | --- | --------------- |
| District de Columbia     | 26 janvier 2009   |        | Duke Ellington et un piano Inscriptions : Duke Ellington, Justice for All                                   | Don Everhart    |
| Porto Rico               | 30 mars 2009      |        | Échauguette historique du Fort San Felipe del Morro et une fleur d'hibiscus Inscriptions : Isla del Encanto | Joseph Menna    |
| Guam                     | 26 mai 2009       |        | Un prao, île de Guam et une pierre de latte Inscriptions : Guahan Tano' ManChamorro                         | Jim Licaretz    |
| Samoa américaines        | 27 juillet 2009   |        | Inscriptions : Samoa muamua le atua                                                                         | Charles Vickers |
| Îles Vierges américaines | 28 septembre 2009 |        | Un Sucrier à ventre jaune et un arbuste Tecoma stans Inscriptions : United in Pride and Hope                | Joseph Menna    |
| Îles Mariannes du Nord   | 30 novembre 2009  |        | Une pierre de latte, un cocotier feuilles de basilic                                                        | Phebe Hemphill  |